# فیتزروی هیو رویل مکلین
فیتزروی هیو رویل مکلین (انگلیسی: Sir Fitzroy Maclean; ۱۱ مارس ۱۹۱۱ – ۱۵ ژوئن ۱۹۹۶) سیاستمدار، تاریخ‌نگار، دیپلمات و پرسنل نظامی اهل بریتانیا بود.